# Jackpot (prijs)
Een jackpot is een extra hoge geldprijs die men bij een kansspel kan winnen.

## Geschiedenis
De naam stamt uit een variant op het nu vrijwel niet meer gespeelde Draw Poker. In deze Jackpotvariant werd er een ante gestort door de spelers en nadat zij de kaarten hadden gekregen, mocht men alleen openen (als eerste een inzet of bet plaatsen) indien men in het bezit was van een paar boeren of beter of een straight- of flushdraw (de straightdraw moest een kleine straat zijn, geen 'gutshot'). Indien geen enkele speler aan deze eis kon voldoen, dan was de ronde beëindigd en bleven de antes in de pot staan voor de volgende ronde.
In figuurlijke zin wordt het woord weleens gebruikt ter aanduiding van een onverwacht gunstig resultaat, een buitenkansje, "het onderste uit de kan", bijvoorbeeld bij een rechtszaak.

## Toepassingen
Een jackpot komt voor bij 
- de Staatsloterij
- de BankGiro Loterij
- de lotto
- de Eurojackpot
- EuroMillions
- Casino's en amusementscentra
- bingo's
- pokeren.

Afhankelijk van het kansspel, zoals bijvoorbeeld bij de Staatsloterij en de BankGiro loterij,  valt de jackpot niet bij iedere trekking. Het bedrag van de jackpot wordt in zo'n geval verhoogd zodat de deelnemers bij de volgende trekking nog meer kunnen winnen indien de jackpot dan wel valt.
Soms is er een aparte trekking om te bepalen of de jackpot valt (Staatsloterij), soms hangt dit af van de vraag of het winnende lot verkocht is (BankGiro Loterij). Bij Lotto moeten alle zes getrokken nummers  goed zijn om de jackpot te kunnen winnen. Bij een spel waarbij meerdere deelnemers dezelfde winnende combinatie hebben gekozen moet een grote prijs zoals een jackpot meestal gedeeld worden.

## Gegarandeerd vallen
Soms is er een maximum aan het aantal malen achtereen dat de jackpot niet valt, onder meer bij de Staatsloterij (valt uiterlijk de 7e keer) en de BankGiro Loterij (valt uiterlijk de 13e keer). Bij de Belgische lotto is de duur van een cyclus onbeperkt.
Bij de Nederlandse Lotto op zaterdag en de Eurojackpot is in 2013 de regel voor het gegarandeerd vallen van de jackpot na een aantal keer afgeschaft.
Bij de Staatsloterij en de BankGiro Loterij geldt ook bij het gegarandeerd vallen van de jackpot dat deze maar op één lot valt, zodat de jackpot niet gedeeld hoeft te worden (behoudens 1/5 loten bij de Staatsloterij). Bij veel lotto's geldt echter dat er in zo'n geval met grote waarschijnlijkheid veel winnaars van een deel van de jackpot zijn, die elk dienovereenkomstig minder winnen. Zo geldt daarbij vaak dat als er bij de betreffende trekking geen winnaar is in rang 1, de jackpot wordt toegevoegd aan het prijzengeld van rang 2. In dit uitzonderlijke geval hebben de spelers wel meer kans op de jackpot (rang 2), maar dienen deze wel te delen met meerdere winnaars, door de grotere kans in rang 2.
In beide systemen is het mogelijk dat bij de trekking waarbij de jackpot gegarandeerd valt vooraf al min of meer ingeschat kan worden dat het totaal aan prijzen meer is dan de totale inleg, ondanks dat door de extra aantrekkelijkheid ook wel extra loten verkocht worden, zie bijvoorbeeld de jackpot van de Staatsloterij.

## Grote jackpotbedragen

### Verenigde Staten
De grootste jackpot ooit was 2.040 miljoen dollar (dit is een gesommeerde annuïteit van meer dan 2 miljard dollar en aan belasting onderworpen), die op 7 november 2022 in Californië USA viel. Dit is 998 miljoen dollar contant (de eigenlijke jackpot). Op dit bedrag worden nog belastingen ingehouden (de belastingen op dit bedrag kunnen oplopen tot bijna 50%).

### Nederland
In de Nederlandse Staatsloterij is het record € 38.400.000 (10/05/2013). Dit bedrag is netto want belastingvrij.
Bij de Nederlandse lotto is de record jackpot 36.000.000 euro (25.600.000 netto). Deze is gewonnen door 22 winnaars in rang 2 op 16/10/2010. Bij de Nederlandse lotto is de record prijs 23.900.000 (17.000.000 netto). Deze is gewonnen door 1 winnaars in rang 1 op 27/06/2015.
De hoogste te winnen jackpot in Nederland is € 120 miljoen, de maximum jackpot in de Eurojackpot loterij. De vorige maximum jackpot was € 90 miljoen euro en is vijftien keer uitgekeerd: de eerste keer op 15 mei 2015 tot en met 18 maart 2022. Bij een van deze jackpotten, op 6 januari 2017, won een Nederlander 18 miljoen euro.

### België
In België is het record € 13 miljoen. Dit bedrag viel bij de oudejaarsavondtrekking van de Belgische Lotto op 31 december 2013. Er was slechts één winnaar, deze is dus meteen de recordhouder in de Belgische Lotto.

## Jackpotcasino's en amusementscenters
De casino's en amusementscenters kennen een jackpotsysteem dat aangesloten is op de aanwezige speelautomaten. Door het spelen van bezoekers op de speelautomaten loopt de jackpot steeds verder op en zal uiteindelijk op een willekeurig moment vallen.